# Julepyramide
En julepyramide (tysk: Weihnachtspyramide) er en type julepynt, der stammer fra folklore og skikke i Erzgebirgeområdet i Tyskland. Traditionen spredte sig først til resten af Europa, primært Italien og England, og i 1700-tallet blev den ført med immigranter til USA. Julepyramider består af en dekoreret ydre pyramideform med lysestager og en central karrusel med rotorblade på toppen, som bliver drevet rundt af den varme luft fra de tændte stearinlys. Karrusellen er ofte dekoreret med julekrybbe eller andre julefigurer som engle og vise mænd, men den kan også være udsmykket med scener fra skov- og minedrift.